# Fussballclub Winterthur 2016-2017
Questa voce raccoglie le informazioni riguardanti il Fussballclub Winterthur nelle competizioni ufficiali della stagione 2016-2017.

## Stagione

### Preparazione

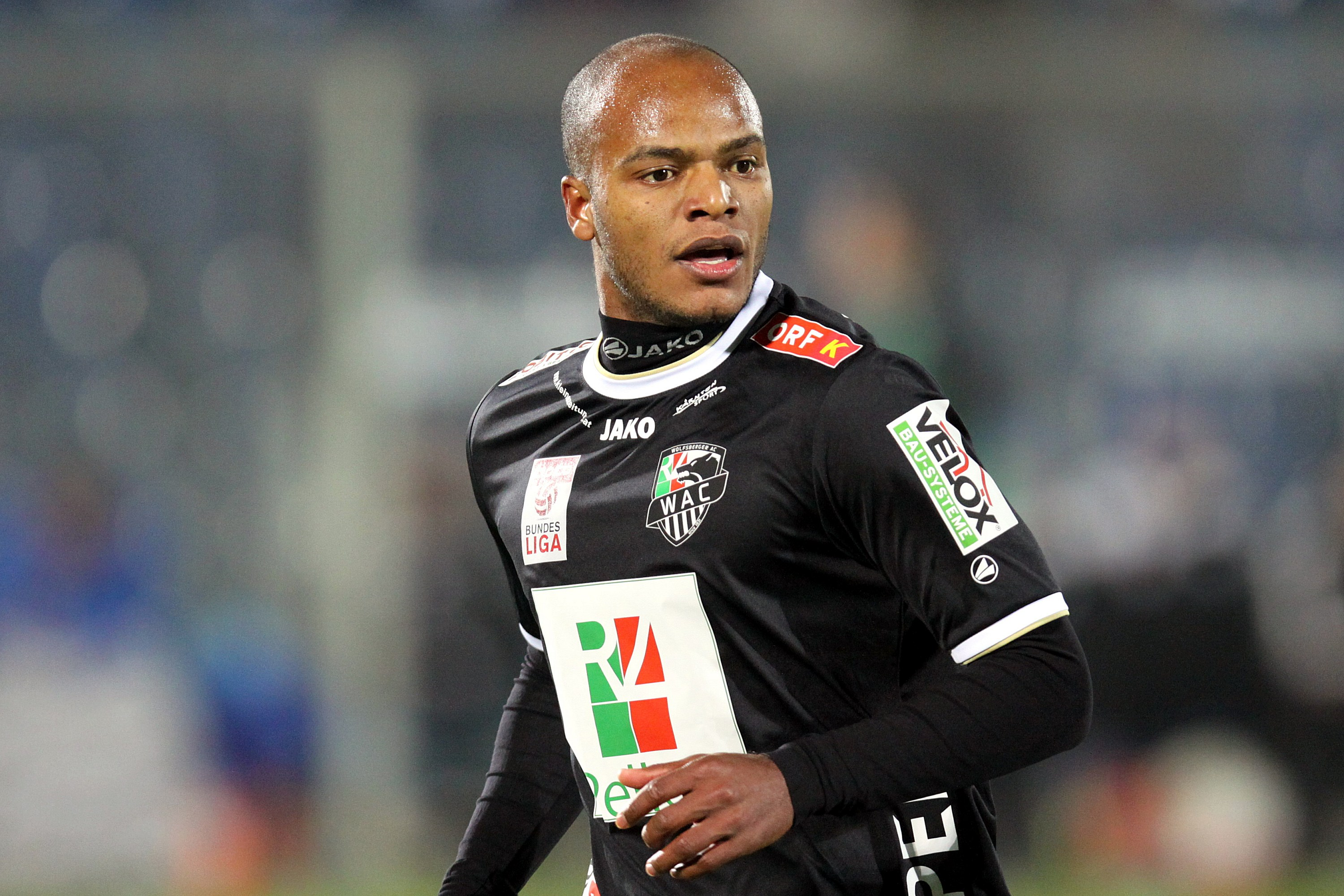
Sílvio in maglia Wolfsberger AC

L'estate del 2016 vede il Winterthur artefice di una delle più movimentate sessioni di mercato: a fronte delle cessioni degli attaccanti pluriennali Bengondo e Paiva  – rispettivamente al Le Mont e allo United Zurigo –, nonché alle partenze di vari rincalzi della rosa, la società si rinforza prelevando il centrocampista Ljubicic dal Bienna, dichiarato fallito, e gli attaccanti Manuel Sutter e Sílvio – questo ultimo dagli austriaci del Wolfsberger –, cui fanno seguito gli arrivi a Winterthur di vari giovani talenti, oltre al ritorno in pianta stabile di Radice e l'aggregazione in prima squadra di giocatori dal proprio vivaio.
Nelle prime amichevoli, disputate a luglio, il Winterthur affronta progressivamente il Rapperswil-Jona (pareggio per 2-2), il Lucerna e il Cham (entrambe vinte per 4-2) con in campo altri giocatori in prova. Vennero in seguito ingaggiati Nsiala (dal Naters) e Dessarzin (proveniente dal Losanna) per il reparto offensivo, l'esperto difensore Daniele Russo dal San Gallo e perfezionato l'accordo con il Lucerna per il prestito del centrocampista Sliskovic. Altre amichevoli furono disputate contro il Brühl, il Norimberga, l'YF Juventus e il Tuggen, collezionando complessivamente tre vittorie e una sconfitta. Per il penultimo test prima dell'inizio della stagione, la Schützenwiese ospitò gli inglesi dell'United of Manchester per la seconda volta dopo l'amichevole disputata nel 2014.

### Girone di andata

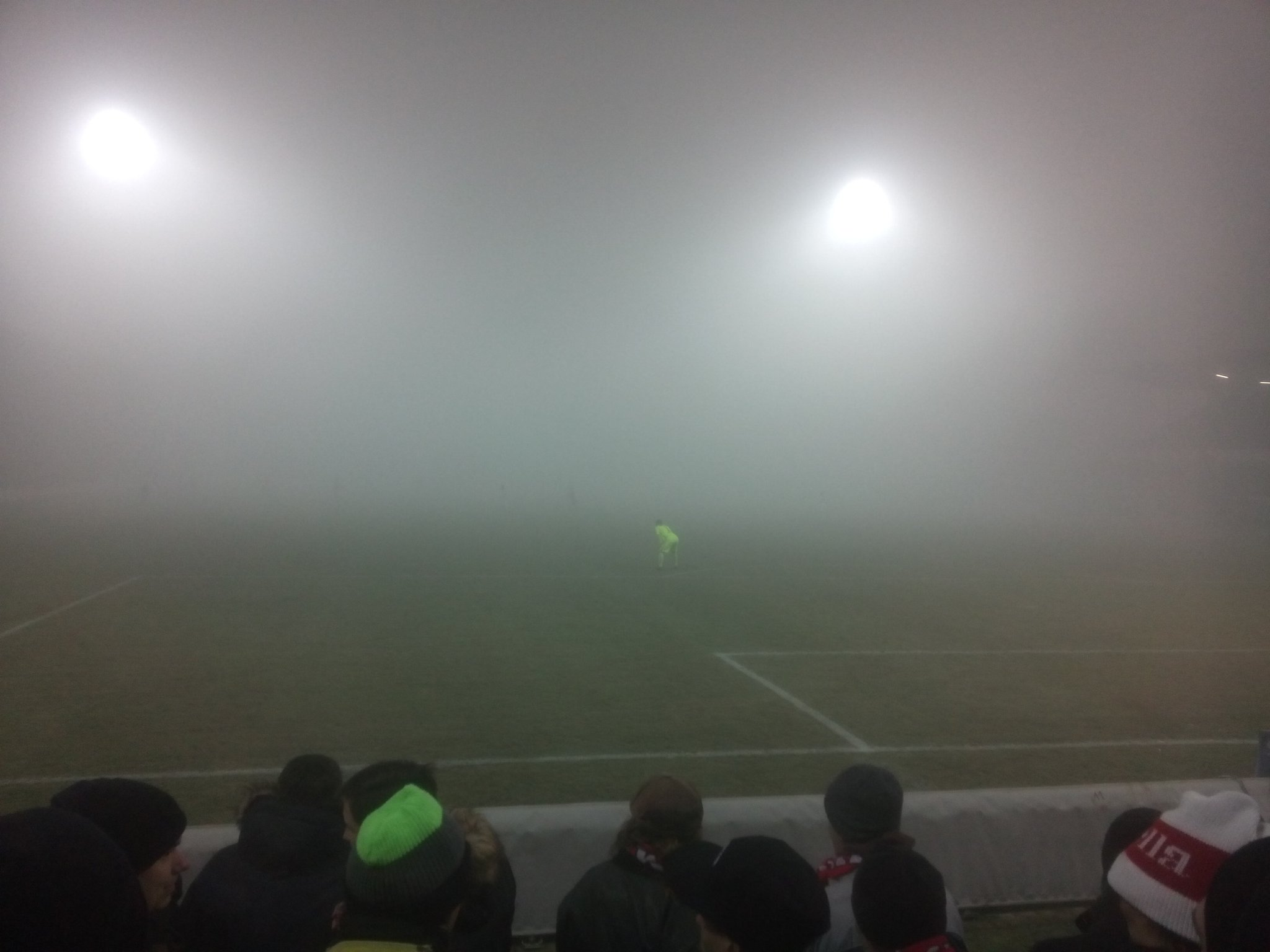
La fitta nebbia durante il derby alla Schützenwiese

In campionato, contrariamente ai pronostici estivi, il Winterthur non riesce a ritagliarsi uno spazio importante rispetto alla stagione precedente, concludendo il girone di andata all'ottavo posto con soli cinque punti di vantaggio sullo Sciaffusa, fanalino di coda; sul versante statistico, con il ritorno del derby contro lo Zurigo, nella partita di andata del 25 luglio 2016 viene stabilito il maggior numero di spettatori in cadetteria con 13 704 presenze, mentre nella partita di ritorno del 12 dicembre 2016, il Winterthur registra il tutto esaurito della Schützenwiese con 9 400 spettatori al seguito. Nella memoria dei tifosi rimarrà la fitta nebbia che avvolse lo stadio quella sera, rendendo di fatto difficile la visuale e lo svolgimento della partita stessa. Curiosa fu anche l'intervista rilasciata al quotidiano Blick.ch dal presidente della FIFA, Gianni Infantino, per il quale il derby tra il Winterthur e lo Zurigo avrebbe messo in secondo piano la concomitante Coppa del mondo per club disputatasi in Giappone.
Diverso è il bilancio in Coppa Svizzera, dove i leoni si dimostrano più astuti, qualificandosi per i quarti di finale della competizione. In trasferta vengono eliminati rispettivamente l'Yverdon ai trendaduesimi (1-4) e lo Stade Lausanne-Ouchy ai sedicesimi (0-3), per poi prevalere agli ottavi nella partita casalinga contro il Chiasso (2-1).

### Girone di ritorno
La preparazione per il girone di ritorno inizia ufficialmente il 5 gennaio 2017 con il Winterthur impegnato nelle prime tre amichevoli dell'anno contro il Grasshoppers, il San Gallo (entrambe in Super League) e l'YF Juventus (Promotion League). Si aggiudica nettamente il confronto con quest'ultima (5-1), ma è costretto a cedere il passo alle due formazioni della classe regina, sconfitto rispettivamente per 1-3 dal Grasshoppers e per 1-4 dal San Gallo. Nel frattempo, sul fronte mercato, vengono comunicate le cessioni dell'attaccante Krasniqi (in prestito al Rapperswil-Jona) e del centrocampista Trachsler che, non rientrando più nei piani dell'allenatore Christ, viene girato in prestito al Cham dal Grasshoppers, proprietario del cartellino. In entrata vengono perfezionati gli acquisti del centrocampista Cani (in prestito dal Basilea) e di Hebib, difensore svincolatosi dal Bienne, ai quali si aggiunge l'attaccante austriaco di origine brasiliana Rafhael Domingues "Rafhinha", laureatosi capocannoniere della Promotion League con il Brühl nella prima parte di stagione. In seguito i leoni si recano in ritiro a La Valletta affrontando in amichevole i rumeni dell'Universitatea Craiova, subendo un'altra sconfitta, e una rappresentativa della United Soccer Leagues Professional Division, vincendo per 3-0. Vittoriosa è anche l'ultima amichevole con gli austriaci dell'Austria Lustenau prima della ripresa del campionato.
L'inizio della seconda fase porta a due sconfitte pesanti contro il Chiasso e il Servette (entrambe per 4-1) con una striscia negativa di undici partite senza vittorie, motivo per il quale la dirigenza decide di sollevare dall'incarico l'allenatore Christ, affidando temporaneamente la squadra al duo composto da Umberto Romano e Dario Zuffi, subentrati già durante la scorsa stagione dopo l'esonero di Jürgen Seeberger. Il loro debutto in panchina vede il Winterthur tornare subito alla vittoria a spese del Wohlen. Successivamente la società interviene ulteriormente sul mercato, prelevando il centrocampista Frontino dallo Sciaffusa.
Tre sconfitte consecutive fanno scivolare i leoni all'ultimo posto in classifica, ravvivando l'incubo della retrocessione in Promotion League. Ciò nonostante, la squadra riesce a invertire il senso di marcia, e grazie alle reti di Sílvio, accompagnate dalle eccellenti prestazioni del collettivo, rimane imbattuta per sei giornate di campionato, candite da quattro vittorie consecutive. Poco dopo essersi riportata a sette lunghezze dall'ultimo posto in classifica, complice la penalizzazione di tre punti inflitta al Wil, la Swiss Football League nega la licenza di partecipazione alla Challenge League 2017-2018 al Le Mont che rinuncia ad un eventuale ricorso contro la decisione e decreta, di fatto, la sua retrocessione al termine della stagione. Il Winterthur, non avendo più niente da chiedere al campionato, molla psicologicamente la presa, venendo sconfitto in quattro delle successive cinque partite. Le ultime due vittorie contro il Wil e il Chiasso gli permetteranno comunque di chiudere il campionato in sesta posizione, conquistando la salvezza sul campo.
In Coppa Svizzera, nell'incontro valevole l'accesso alla semifinale, il Winterthur supera dopo i tiri di rigore lo Young Boys dopo un iniziale svantaggio di 2-0 nei tempi regolamentari, estromettendo la compagine di Super League dalla competizione. Decisivo sarà l'errore dal dischetto di Yoric Ravet. Il cammino termina in seguito contro i futuri campioni del Basilea che, non senza qualche polemica, si aggiudica l'incontro alla Schützenwiese davanti a 9 400 spettatori (1-3).

## Maglie e sponsor
Il fornitore ufficiale di materiale tecnico per la stagione 2016-2017 è Gpard, mentre lo sponsor di maglia è Keller AG für Druckmesstechnik.
| 1ª divisa | 2ª divisa |

## Rosa
Rosa, numerazioni e ruoli, tratti dal sito web della Associazione Svizzera di Football (SFL), aggiornati al 5 marzo 2017.
| N. |                     | Ruolo | Calciatore        |
| -- | ------------------- | ----- | ----------------- |
| 1  | Svizzera (bandiera) | P     | Matthias Minder   |
| 3  | Svizzera (bandiera) | D     | Tobias Schättin   |
| 5  | Svizzera (bandiera) | D     | Guillaume Katz    |
| 6  | Svizzera (bandiera) | D     | Michel Avanzini   |
| 7  | Austria (bandiera)  | A     | Luka Sliskovic    |
| 8  | Croazia (bandiera)  | C     | Krešo Ljubičić    |
| 9  | Austria (bandiera)  | A     | Manuel Sutter     |
| 10 | Svizzera (bandiera) | C     | Robin Kamber      |
| 11 | Brasile (bandiera)  | A     | Sílvio            |
| 13 | Svizzera (bandiera) | C     | Gianluca D'Angelo |
| 14 | Svizzera (bandiera) | D     | Patrik Schuler    |
| 16 | Italia (bandiera)   | C     | Luca Radice       |
| 18 | Svizzera (bandiera) | P     | Yannick Bünzli    |
| 20 | Svizzera (bandiera) | D     | Zlatko Hebib      |
| 21 | Svizzera (bandiera) | C     | Marco Mangold     |
| 22 | Svizzera (bandiera) | C     | Karim Gazzetta    |
| 23 | Svizzera (bandiera) | C     | Romain Dessarzin  |

| N. |                     | Ruolo | Calciatore          |
| -- | ------------------- | ----- | ------------------- |
| 24 | Austria (bandiera)  | C     | Rafhinha            |
| 25 | Svizzera (bandiera) | D     | Julian Roth         |
| 26 | Svizzera (bandiera) | P     | David Von Ballmoos  |
| 28 | Svizzera (bandiera) | D     | Tiziano Lanza       |
| 29 | Svizzera (bandiera) | C     | Gianluca Frontino   |
| 30 | Svizzera (bandiera) | C     | Arxhend Cani        |
| 33 | Svizzera (bandiera) | D     | Daniele Russo       |
| 36 | Svizzera (bandiera) | P     | Joël Zimmerli       |
| 45 | Svizzera (bandiera) | A     | Jordi Nsiala        |
| 77 | Svizzera (bandiera) | D     | Leandro Di Gregorio |
| -  | Svizzera (bandiera) | D     | Gianluca Calbucci   |
| -  | Svizzera (bandiera) | A     | Genc Krasniqi       |
| -  | Svizzera (bandiera) | C     | Nicola Sutter       |
| -  | Svizzera (bandiera) | D     | Marc Schmid         |
| -  | Svizzera (bandiera) | C     | Sandro Stalder      |
| -  | Svizzera (bandiera) | C     | Marco Trachsel      |

## Calciomercato

### Sessione estiva
| Acquisti | Acquisti            | Acquisti    | Acquisti                      |
| R.       | Nome                | da          | Modalità                      |
| -------- | ------------------- | ----------- | ----------------------------- |
| C        | Romain Dessarzin    | Losanna     | svincolato                    |
| D        | Leandro Di Gregorio | Zurigo      | svincolato                    |
| C        | Karim Gazzetta      | Servette    | prestito                      |
| C        | Robin Kamber        | Vaduz       | prestito                      |
| M        | Krešo Ljubičić      | Bienne      | svincolato                    |
| A        | Jordi Nsiala        | Naters      | svincolato                    |
| C        | Luca Radice         | Aarau       | svincolato                    |
| D        | Daniele Russo       | San Gallo   | svincolato                    |
| A        | Sílvio              | Wolfsberger | svincolato                    |
| A        | Luka Sliskovic      | Lucerna     | prestito                      |
| A        | Manuel Sutter       | Vaduz       | definitivo (0,1 milioni di €) |
| C        | Nicola Sutter       | Thun        | prestito                      |

| Cessioni | Cessioni            | Cessioni                  | Cessioni                      |
| R.       | Nome                | a                         | Modalità                      |
| -------- | ------------------- | ------------------------- | ----------------------------- |
| C        | Musa Araz           | Basilea                   | fine prestito                 |
| A        | Patrick Bengondo    | Le Mont                   | svincolato                    |
| C        | Ramon Cecchini      | Vaduz                     | fine prestito                 |
| C        | Tunahan Cicek       | Boluspor                  | svincolato                    |
| D        | Jan Elvedi          | Cham                      | prestito                      |
| A        | Christian Fassnacht | Thun                      | definitivo (0,2 milioni di €) |
| C        | Sandro Foschini     | Wohlen                    | svincolato                    |
| D        | Sead Hajrović       | Wohlen                    | svincolato                    |
| C        | Claudio Holenstein  | Lucerna                   | fine prestito                 |
| D        | Dennis Iapichino    | Siena                     | svincolato                    |
| D        | Marco Köfler        | non conosciuta (bandiera) | svincolato                    |
| C        | Stefano Milani      | Utd Zurigo                | svincolato                    |
| A        | Joao Paiva          | Utd Zurigo                | svincolato                    |

### Sessione invernale
| Acquisti | Acquisti          | Acquisti    | Acquisti   |
| R.       | Nome              | da          | Modalità   |
| -------- | ----------------- | ----------- | ---------- |
| C        | Arxhend Cani      | Basilea U21 | prestito   |
| C        | Gianluca Frontino | Sciaffusa   | prestito   |
| D        | Zlatko Hebib      | Bienne      | svincolato |
| C        | Rafhinha          | Brühl       | svincolato |

| Cessioni | Cessioni        | Cessioni        | Cessioni      |
| R.       | Nome            | a               | Modalità      |
| -------- | --------------- | --------------- | ------------- |
| A        | Genc Krasniqi   | Rapperswil-Jona | prestito      |
| C        | Nicola Sutter   | Thun            | fine prestito |
| C        | Marco Trachsler | Cham            | svincolato    |

## Risultati

### Challenge League

#### Girone di andata
| Arbitro: | Pache |

|                          |           |  |
| Rodriguez 12’ Sadiku 82’ | Marcatori |  |

| Arbitro: | Fähndrich |

|            |           |                             |
| Radice 20’ | Marcatori | 17’ Ciarrocchi 50’ Wüthrich |

| Arbitro: | Ovcharov |

|  |           |             |
|  | Marcatori | 82’ Mangold |

| Arbitro: | Schärli |

|  |           |              |
|  | Marcatori | 56’ Teixeira |

| Arbitro: | Jancevski |

|               |           |  |
| M. Sutter 43’ | Marcatori |  |

| Arbitro: | Gut |

|             |           |              |
| Sessolo 62’ | Marcatori | 90+2’ Sílvio |

| Arbitro: | Dudic |

|                               |           |  |
| Sílvio 45’, 56’ M. Sutter 58’ | Marcatori |  |

| Arbitro: | Gut |

|                      |           |                          |
| Gül 10’ Demhasaj 38’ | Marcatori | 63’ Kamber 87’ M. Sutter |

| Arbitro: | Fähndrich |

|                                               |           |               |
| Dessarzin 24’ Kamber 59’ Sliskovic 85’ (rig.) | Marcatori | 4’, 38’ Nsame |

| Arbitro: | Horisberger |

|                                                    |           |            |
| Witschi 53’ Nuzzolo 64’ (rig.), 72’ Sejmenović 71’ | Marcatori | 34’ Sílvio |

| Arbitro: | Al-Marri |

|         |           |           |
| Katz 7’ | Marcatori | 53’ Mujic |

| Arbitro: | Erlachner |

|                                                           |           |                    |
| Ozokwo 20’, 46’ Karasausks 38’ Nganga 74’ Spielmann 90+3’ | Marcatori | 69’ (aut.) Schäppi |

| Arbitro: | Tschudi |

|             |           |               |
| Rossini 76’ | Marcatori | 64’ M. Sutter |

| Winterthur 5 novembre 2016, ore 17:45 CET 14ª giornatata | Winterthur | 0 – 0 referto | Le Mont | Schützenwiese (1 600 spett.)\| Arbitro: \| Schärer \| |
| Arbitro:                                                 | Schärer    |               |         |                                                       |

| Arbitro: | Schärli |

|           |           |  |
| Pacar 27’ | Marcatori |  |

| Arbitro: | Jancevski |

|  |           |           |
|  | Marcatori | 84’ Tadic |

| Arbitro: | Pache |

|                         |           |                     |
| Von Ballmoos 83’ (aut.) | Marcatori | 10’ (aut.) Le Pogam |

| Arbitro: | Hänni |

|  |           |                            |
|  | Marcatori | 65’ Winter 90+8’ Rodriguez |

#### Girone di ritorno
| Arbitro: | Erlachner |

|                                          |           |           |
| Mujic 30’ Belometti 38’ Marzouk 49’, 85’ | Marcatori | 4’ Sílvio |

| Arbitro: | Dudic |

|            |           |                                      |
| Sílvio 86’ | Marcatori | 9’ (rig.), 23’, 56’ Nsame 52’ Delley |

| Arbitro: | Gut |

|                                 |           |               |
| Sliskovic 66’ Sílvio 75’ (rig.) | Marcatori | 38’ Castroman |

| Arbitro: | Jaccottet |

|                              |           |                     |
| Demhasaj 50’ (rig.) Lang 79’ | Marcatori | 90+4’ (rig.) Sílvio |

| Arbitro: | Gut |

|             |           |  |
| Sessolo 11’ | Marcatori |  |

| Arbitro: | Jancevski |

|  |           |                   |
|  | Marcatori | 4’ (rig.) Nuzzolo |

| Arbitro: | Hänni |

|                  |           |                       |
| Dwamena 73’, 86’ | Marcatori | 39’ Radice 75’ Sutter |

| Arbitro: | Gut |

|            |           |           |
| Radice 62’ | Marcatori | 10’ Fazli |

| Arbitro: | Schnyder |

|                          |           |                                   |
| Ciarrocchi 46’ Garat 85’ | Marcatori | 5’ Kamber 19’ Sílvio 55’ Frontino |

| Arbitro: | Tschudi |

|                                              |           |            |
| Frontino 15’ Sílvio 74’ Sliskovic 86’, 90+3’ | Marcatori | 89’ Kilezi |

| Arbitro: | Erlachner |

|                         |           |                      |
| Cespedes 1’ Maouche 29’ | Marcatori | 18’, 39’, 72’ Sílvio |

| Arbitro: | Fähndrich |

|                           |           |                            |
| Kamber 8’, 70’ Sílvio 25’ | Marcatori | 19’ Rossini 51’ Ciarrocchi |

| Arbitro: | Klossner |

|                        |           |               |
| Pagliuca 56’ Tadic 59’ | Marcatori | 76’ Sliskovic |

| Arbitro: | Schärer |

|  |           |                                |
|  | Marcatori | 2’ Koné 58’ Buff 90+1’ Dwamena |

| Arbitro: | Fähndrich |

|  |           |          |
|  | Marcatori | 37’ Cani |

| Arbitro: | Erlachner |

|            |           |                                  |
| Radice 79’ | Marcatori | 8’ Demhasaj 83’ Bunjaku 88’ Lang |

| Arbitro: | Cibelli |

|                                        |           |            |
| Karlen 3’, 74’ Teixeira 17’ Veloso 82’ | Marcatori | 78’ Sílvio |

| Arbitro: | Al Marri |

|                                            |           |         |
| Sílvio 52’ Avanzini 61’ Schuler 87’ (rig.) | Marcatori | 64’ Gui |

### Coppa Svizzera

#### Trentaduesimi di finale
| Arbitro: | Brunner |

|              |           |                                              |
| Gauthier 23’ | Marcatori | 2’ Dessarzin 15’, 90+3’ Sílvio 82’ M. Sutter |

#### Sedicesimi di finale
| Arbitro: | Dudic |

|  |           |                                    |
|  | Marcatori | 36’ Dessarzin 77’, 90+2’ M. Sutter |

#### Ottavi di finale
| Arbitro: | Schnyder |

|                            |           |           |
| Ljubicic 66’ Dessarzin 69’ | Marcatori | 9’ Padula |

#### Quarti di finale
| Arbitro: | Pache |

|                          |                      |                                        |
| Hoarau 8’ Bertone 39’    | Marcatori            | 61’ Sílvio 66’ Sutter                  |
| Hoarau Ravet Frey Sanogo | Tiri di rigore 3 – 5 | Di Gregorio Cani Schuler Sutter Sílvio |

#### Semifinale
| Arbitro: | Amhof |

|          |           |                                              |
| Cani 88’ | Marcatori | 54’ (rig.) Delgado 85’ Akanji 90+4’ Fransson |

## Statistiche

### Statistiche di squadra
| Competizione     | Punti | In casa | In casa | In casa | In casa | In casa | In casa | In trasferta | In trasferta | In trasferta | In trasferta | In trasferta | In trasferta | Totale | Totale | Totale | Totale | Totale | Totale | DR  |
| Competizione     | Punti | G       | V       | N       | P       | Gf      | Gs      | G            | V            | N            | P            | Gf           | Gs           | G      | V      | N      | P      | Gf     | Gs     | DR  |
| ---------------- | ----- | ------- | ------- | ------- | ------- | ------- | ------- | ------------ | ------------ | ------------ | ------------ | ------------ | ------------ | ------ | ------ | ------ | ------ | ------ | ------ | --- |
| Challenge League | 41    | 18      | 7       | 3       | 8       | 24      | 26      | 18           | 4            | 5            | 9            | 21           | 36           | 36     | 11     | 8      | 17     | 45     | 62     | -17 |
| Coppa Svizzera   | -     | 2       | 1       | 0       | 1       | 3       | 4       | 3            | 2            | 1            | 0            | 9            | 3            | 5      | 3      | 1      | 1      | 12     | 7      | +5  |
| Totale           | 41    | 20      | 8       | 3       | 9       | 27      | 30      | 21           | 6            | 6            | 9            | 30           | 39           | 41     | 14     | 9      | 18     | 57     | 69     | -12 |

### Andamento in campionato
| Giornata  | 1 | 2 | 3 | 4 | 5 | 6 | 7 | 8 | 9 | 10 | 11 | 12 | 13 | 14 | 15 | 16 | 17 | 18 | 19 | 20 | 21 | 22 | 23 | 24 | 25 | 26 | 27 | 28 | 29 | 30 | 31 | 32 | 33 | 34 | 35 | 36 |
| --------- | - | - | - | - | - | - | - | - | - | -- | -- | -- | -- | -- | -- | -- | -- | -- | -- | -- | -- | -- | -- | -- | -- | -- | -- | -- | -- | -- | -- | -- | -- | -- | -- | -- |
| Luogo     | T | C | T | C | C | T | T | T | C | T  | C  | T  | T  | C  | T  | C  | T  | C  | T  | C  | C  | T  | T  | C  | T  | C  | T  | C  | T  | C  | T  | C  | T  | C  | T  | C  |
| Risultato | P | P | V | P | V | N | V | N | V | P  | N  | P  | N  | N  | P  | P  | N  | P  | P  | P  | V  | P  | P  | P  | N  | N  | V  | V  | V  | V  | P  | P  | V  | P  | P  | V  |
| Posizione | 9 | 9 | 7 | 7 | 5 | 6 | 4 | 5 | 5 | 5  | 5  | 5  | 7  | 7  | 7  | 8  | 8  | 8  | 9  | 9  | 8  | 9  | 10 | 10 | 10 | 10 | 10 | 7  | 6  | 6  | 6  | 7  | 6  | 6  | 7  | 6  |

Fonte:  Challenge League – Classifica, su sfl.ch, SFL. URL consultato il 15 settembre 2016 (archiviato dall'url originale il 6 ottobre 2014).
Legenda:

Luogo: C = Casa; T = Trasferta. Risultato: V = Vittoria; N = Pareggio; P = Sconfitta.

### Statistiche dei giocatori
Sono in corsivo i calciatori che hanno lasciato la società a stagione in corso.
| Giocatore       | Challenge League | Challenge League | Challenge League | Challenge League | Coppa Svizzera | Coppa Svizzera | Coppa Svizzera | Coppa Svizzera | Totale   | Totale | Totale      | Totale     |
| Giocatore       | Presenze         | Reti             | Ammonizioni      | Espulsioni       | Presenze       | Reti           | Ammonizioni    | Espulsioni     | Presenze | Reti   | Ammonizioni | Espulsioni |
| --------------- | ---------------- | ---------------- | ---------------- | ---------------- | -------------- | -------------- | -------------- | -------------- | -------- | ------ | ----------- | ---------- |
| M. Avanzini     | 25               | 1                | 8                | 0                | 2              | 0              | 1              | 0              | 27       | 1      | 9           | 0          |
| Y. Bünzli       | 0                | 0                | 0                | 0                | 0              | 0              | 0              | 0              | 0        | 0      | 0           | 0          |
| G. Calbucci     | 0                | 0                | 0                | 0                | 0              | 0              | 0              | 0              | 0        | 0      | 0           | 0          |
| A. Cani         | 8                | 1                | 3                | 0                | 2              | 1              | 0              | 0              | 10       | 2      | 3           | 0          |
| G. D'Angelo     | 7                | 0                | 2                | 0                | 0              | 0              | 0              | 0              | 7        | 0      | 2           | 0          |
| R. Dessarzin    | 26               | 1                | 3                | 0                | 3              | 3              | 1              | 0              | 29       | 4      | 4           | 0          |
| L. Di Gregorio  | 33               | 0                | 1                | 0                | 4              | 0              | 1              | 0              | 37       | 0      | 2           | 0          |
| G. Frontino     | 12               | 2                | 3                | 0                | 1              | 0              | 0              | 0              | 13       | 2      | 3           | 0          |
| K. Gazzetta     | 13               | 0                | 4                | 0                | 2              | 0              | 2              | 0              | 15       | 0      | 6           | 0          |
| Z. Hebib        | 14               | 0                | 3                | 0                | 1              | 0              | 1              | 0              | 15       | 0      | 4           | 0          |
| R. Kamber       | 27               | 5                | 8                | 0                | 4              | 0              | 0              | 0              | 31       | 5      | 8           | 0          |
| G. Katz         | 29               | 1                | 8                | 1                | 4              | 0              | 2              | 0              | 33       | 1      | 10          | 1          |
| G. Krasniqi     | 0                | 0                | 0                | 0                | 0              | 0              | 0              | 0              | 0        | 0      | 0           | 0          |
| T. Lanza        | 14               | 0                | 3                | 0                | 1              | 0              | 1              | 0              | 15       | 0      | 4           | 0          |
| K. Ljubicic     | 22               | 0                | 5                | 0                | 2              | 1              | 1              | 0              | 24       | 1      | 6           | 0          |
| M. Mangold      | 9                | 1                | 5                | 0                | 4              | 0              | 0              | 0              | 13       | 1      | 5           | 0          |
| M. Minder       | 4                | 0                | 0                | 0                | 5              | 0              | 1              | 0              | 9        | 0      | 1           | 0          |
| J. Nsiala       | 15               | 0                | 1                | 0                | 2              | 0              | 0              | 0              | 17       | 0      | 1           | 0          |
| L. Radice       | 35               | 4                | 2                | 0                | 5              | 0              | 1              | 0              | 40       | 4      | 3           | 0          |
| Rafhinha        | 3                | 0                | 0                | 0                | 0              | 0              | 0              | 0              | 3        | 0      | 0           | 0          |
| J. Roth         | 12               | 0                | 2                | 1                | 1              | 0              | 0              | 0              | 13       | 0      | 2           | 1          |
| D. Russo        | 18               | 0                | 1                | 0                | 2              | 0              | 2              | 0              | 20       | 0      | 3           | 0          |
| T. Schättin     | 22               | 0                | 3                | 0                | 5              | 0              | 0              | 0              | 27       | 0      | 3           | 0          |
| M. Schmid       | 0                | 0                | 0                | 0                | 0              | 0              | 0              | 0              | 0        | 0      | 0           | 0          |
| P. Schuler      | 14               | 1                | 4                | 0                | 3              | 0              | 1              | 0              | 17       | 1      | 5           | 0          |
| Sílvio          | 33               | 16               | 4                | 0                | 5              | 3              | 0              | 0              | 38       | 19     | 4           | 0          |
| L. Sliskovic    | 26               | 5                | 5                | 0                | 5              | 0              | 0              | 0              | 31       | 5      | 5           | 0          |
| S. Stalder      | 1                | 0                | 0                | 0                | 0              | 0              | 0              | 0              | 1        | 0      | 0           | 0          |
| M. Sutter       | 29               | 5                | 4                | 0                | 5              | 4              | 0              | 0              | 34       | 9      | 4           | 0          |
| N. Sutter       | 11               | 0                | 3                | 0                | 2              | 0              | 1              | 0              | 13       | 0      | 4           | 0          |
| M. Trachsler    | 6                | 0                | 0                | 0                | 0              | 0              | 0              | 0              | 6        | 0      | 0           | 0          |
| D. Von Ballmoos | 32               | 0                | 4                | 0                | 0              | 0              | 0              | 0              | 32       | 0      | 4           | 0          |
| J. Zimmerli     | 0                | 0                | 0                | 0                | 0              | 0              | 0              | 0              | 0        | 0      | 0           | 0          |